# راغو فرنسي
راغو (بالفرنسية: Ragout)‏ هي وجبة طعام يخنة فرنسية، كلمة راغو مشتقة من كلمة راغو وألتي هي إحدى وجبات الباستا المشهورة في شمال إيطاليا، راغو هي وجبة خضروات وبهارات بشكل رئيسي يضاف أحياناً إليها اللحم وفي مناطق أخرى يضاف لها اذن الخنزير وبيض الغنم، تعتبر من الأكلات الكلاسيكية القديمة وهي مشهورة في بشكل رئيسي في فرنسا وإنجلترا.